# Rhinocéros (sculpture)
Ne doit pas être confondu avec Le Rhinocéros (Xavier Veilhan).
 Rhinocéros, ou Le Rhinocéros, est une sculpture d'Henri-Alfred Jacquemart.
D'une hauteur de 2,86 mètres et d'une longueur de 2,29 mètres pour 3 tonnes, l'œuvre représentant un rhinocéros a été commandée pour l'Exposition universelle de 1878. Elle faisait partie d'un ensemble de quatre statues monumentales en fonte de fer et dorées à l'origine (avec Cheval à la herse de Pierre Louis Rouillard, Taureau d'Auguste Cain et Éléphant pris au piège d'Emmanuel Frémiet) qui entouraient la fontaine devant le palais du Trocadéro à Paris.
Démonté en 1935 lors de la démolition du palais du Trocadéro, le Rhinocéros de Jacquemart est installé dans les jardins de la porte de Saint-Cloud à Paris jusqu'en 1985. Avec Cheval à la herse et Éléphant pris au piège — Taureau est à Nîmes —, ce Rhinocéros est depuis 1986 sur le parvis du musée d'Orsay à Paris.
Elle a été fondue à Nantes dans les usines de J. Voruz Aîné et restaurée en 1986 par la fonderie de Coubertin de Saint-Rémy-lès-Chevreuse.

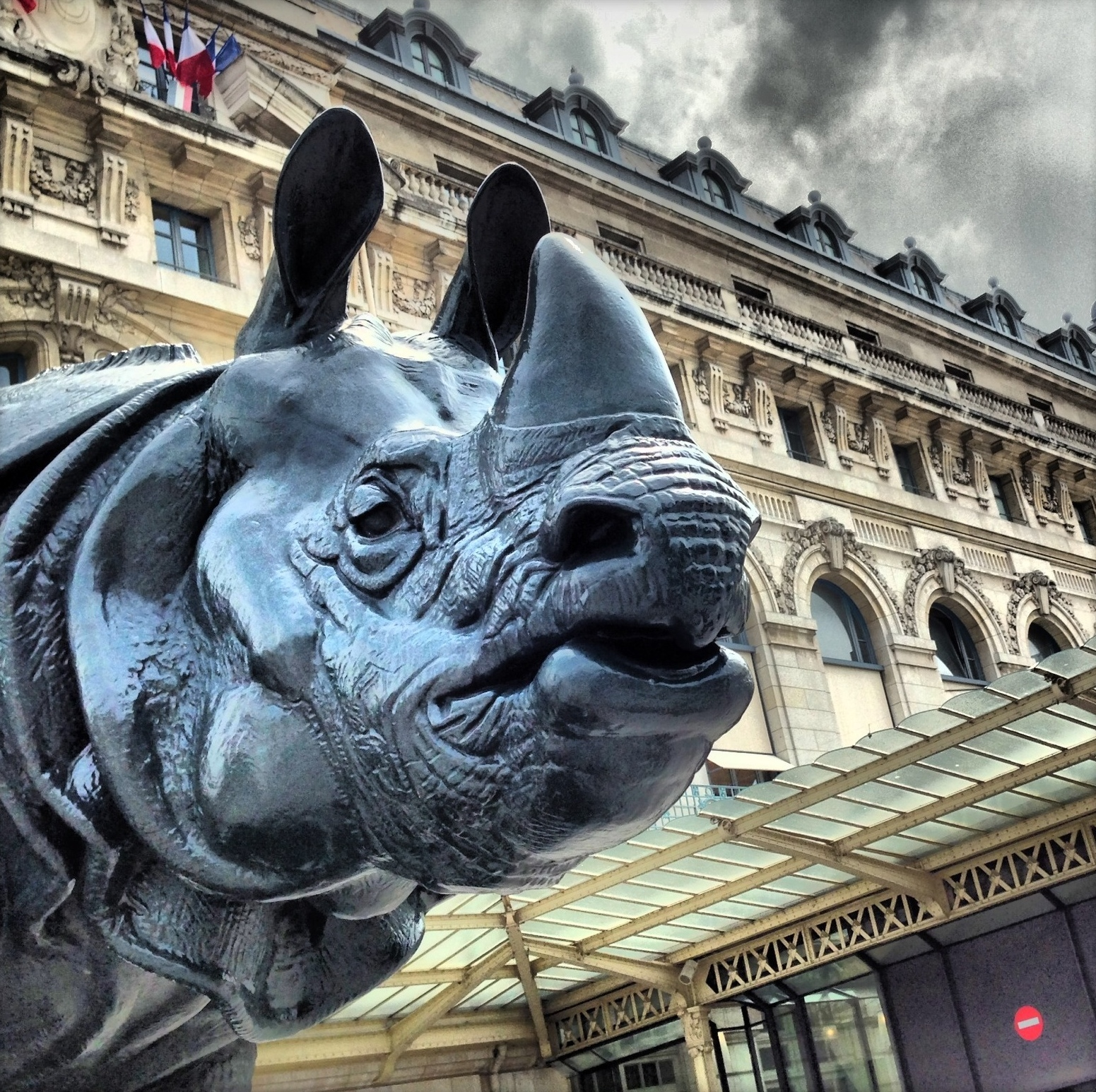
Détail de la tête.
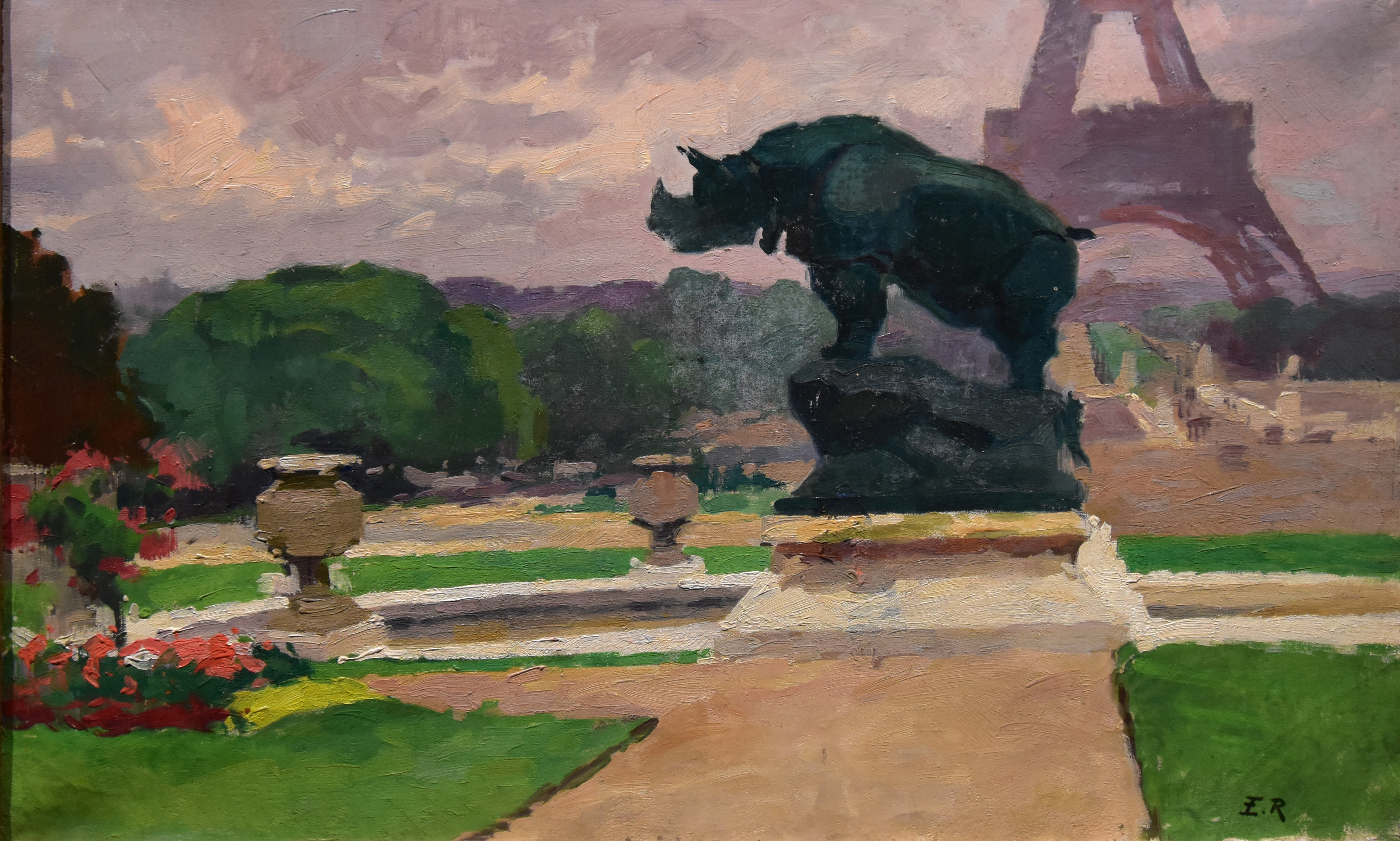
Peinture de Jules Ernest Renoux montrant la sculpture au palais du Trocadéro.
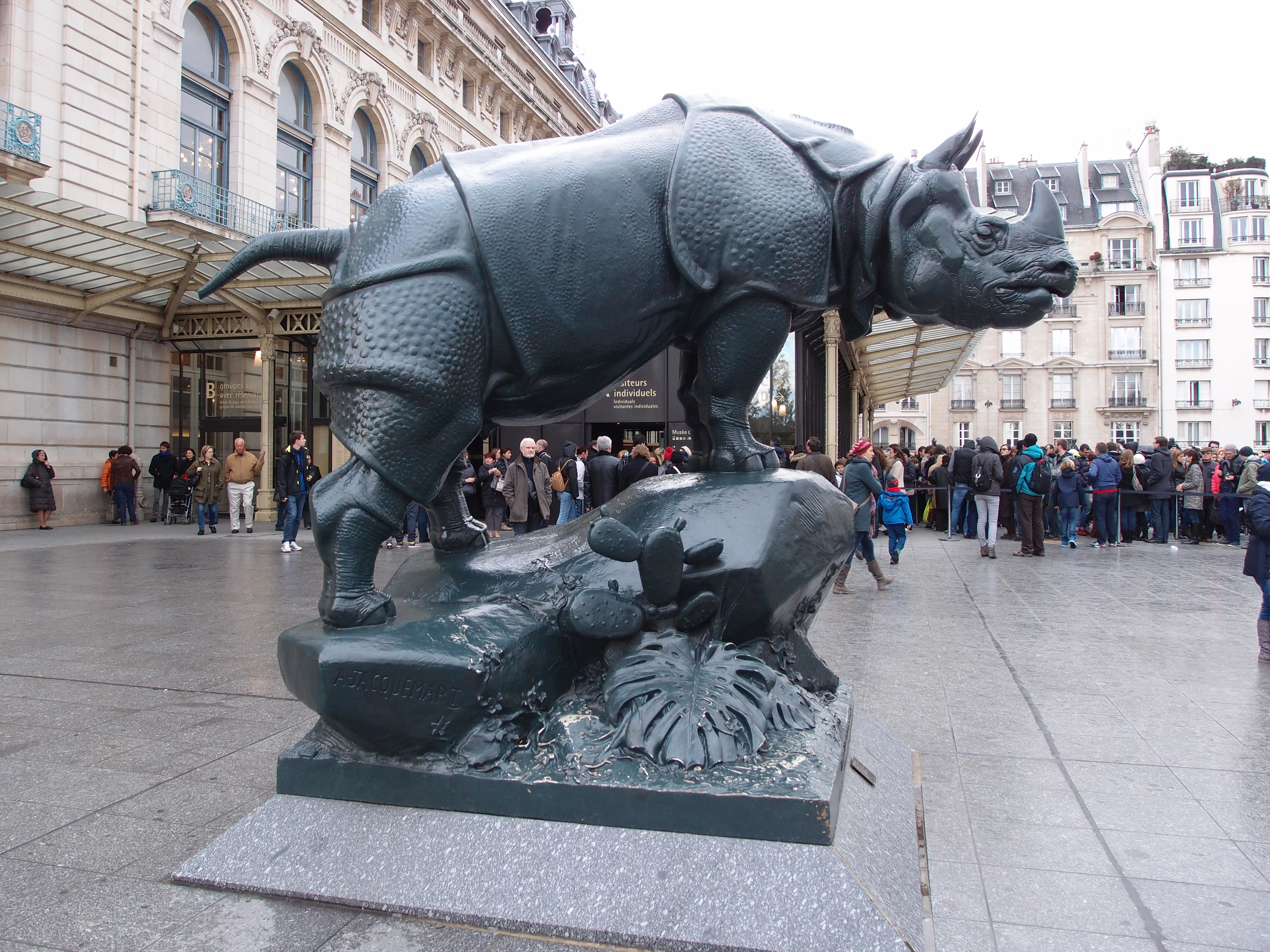
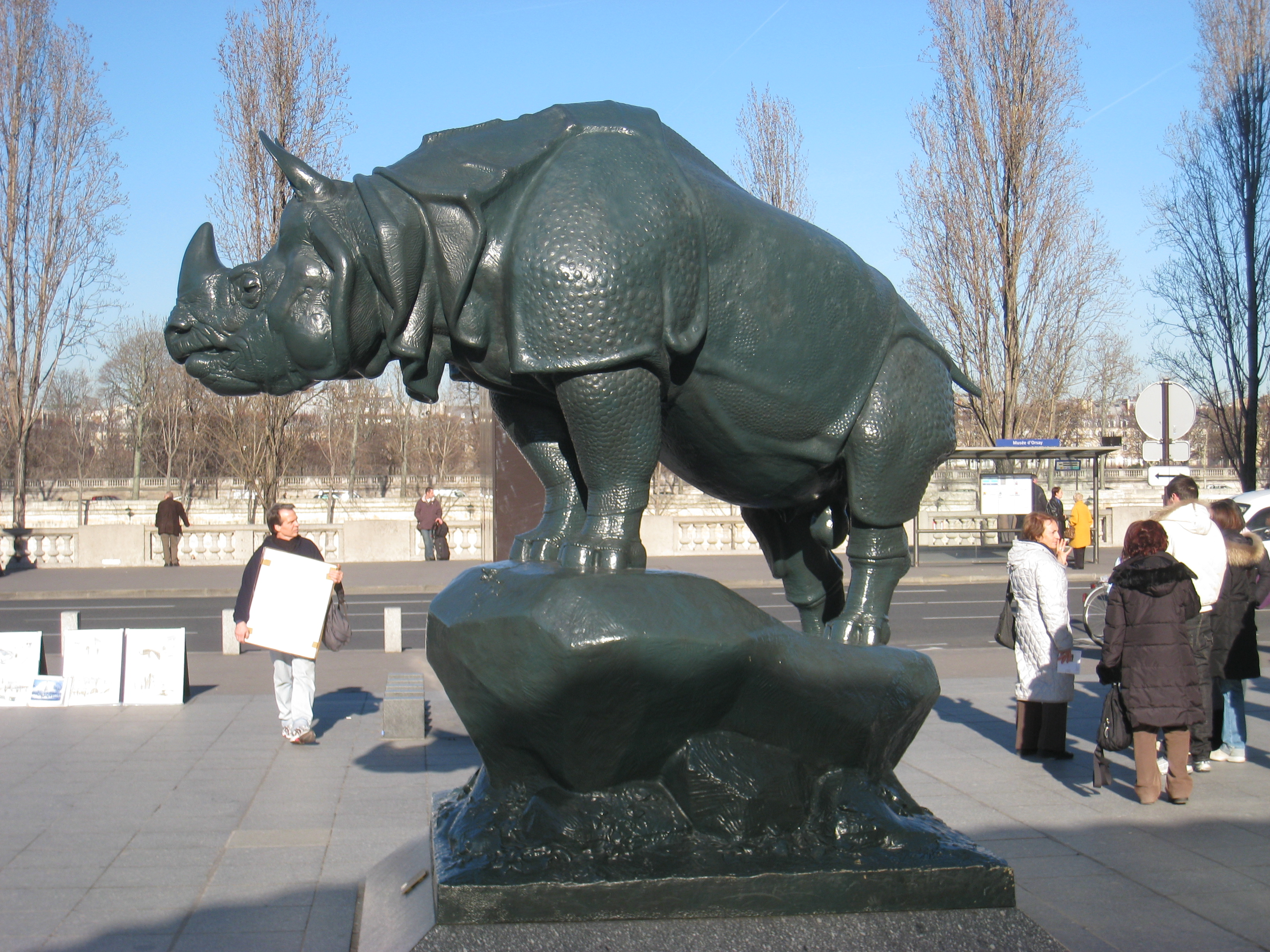